# 格洛克43X手槍
格洛克43X（GLOCK 43X）是一款由奧地利槍械製造商格洛克公司所研製、生產並且推出的袖珍型半自動手槍，是格洛克43和格洛克48的混合型（可在格洛克的歸類中仍然是瘦身袖珍型）。發射9×19毫米帕拉貝倫口徑手枪子彈，標凖彈匣為10發。

## 歷史
在2015年之中推出的格洛克43，有著握把過短過窄、以致彈匣裝彈量過少和人機工效遜色的不足。
格洛克43X在2019年的美國槍展SHOT Show上首度展出；2019年7月，推出滑套改用黑色nDLC塗層滑套的手槍，並於7月22日在美國發售。同時在7月22日，於歐洲市場公佈底把整合戰術附件導軌的手槍。2020年8月24日，格洛克發佈了格洛克43X MOS。
美國shield Arms推出了S15金屬彈匣，在和原廠10發塑料外殼彈匣尺寸相近的情況下，可以將Glock 43X的彈匣容量增加到15+1發。另外還有+5發彈匣容量的彈匣底座，可以進一步將彈匣容量增加到20+1發，甚至超越了很多全尺寸手槍。

## 設計
格洛克43X在2018年設計。它在推出時已經是以第五代版本之姿出現，但與其他第五代格洛克手槍不同的是缺少了右側的滑套釋放桿，亦不能加裝握把片 。 
格洛克43X擁有加長至緊湊型長度並稍為加寛的底把和獲保留瘦身袖珍型的滑套和槍管長度。前者對彈匣裝彈量與人機工效都有所改進，後者則保持的緊湊尺寸。
格洛克43X的零件為第五代水平，但採用黑底把白套筒的雙色外觀。銀白的套筒並非因為採用不鏽鋼製件，而是聚合物製件以上塗上了銀色的nPVD表面塗層。後來於7月公佈發售的格洛克43X Black及格洛克43X Rail則改用第五代格洛克手槍標準的nDLC黑色塗層。
格洛克43X為格洛克43的衍生型，但其10發彈匣不能反過來讓格洛克43使用，卻可與格洛克48完全互換底把與彈匣。
格洛克43X亦在滑套前部加上鋸齒紋，讓使用者在檢查膛室時能握著滑套前部拉開滑套。 

## 衍生型

### 格洛克43X Black
格洛克43X Black（GLOCK 43X Black）是於美國推出，改用黑色塗層滑套的格洛克43X。於2019年7月22日發售。

### 格洛克43X Rail
格洛克43X Rail（GLOCK 43X Rail）是於歐洲推出，改用黑色塗層滑套並於底把加上附件導軌的格洛克43X。

### 格洛克43X MOS
格洛克43X MOS（GLOCK 43X MOS）是於2020年推出，為加上模組化光學瞄準鏡系統的格洛克43X Rail。在套筒後方頂部加工出一個平面，並於其上增加了紅點鏡安裝接口，用於安裝體積較一般紅點鏡更小的微型紅點鏡，方便瞄準。該MOS不同於其他的Glock MOS系統，不會隨槍提供紅點適配板，而且安裝接口只兼容Shield Sights RMSc和相同安裝規格的紅點，如需安裝其他微紅點（如Holosun 407K和507K）則需另行購買第三方生產的適配板。。

## 資料來源
1. ↑  . us.glock.com.   [2019-07-25]. （原始内容存档于2020-11-27）.
2. ↑  Pete. . The Firearm Blog. 2019-07-22  [2019-07-25]. （原始内容存档于2020-11-08） （美国英语）.
3. ↑  . Guns.com.   [2020-09-09]. （原始内容存档于2020-09-03） （英语）.
4. ↑  . eu.glock.com.   [2019-07-25]. （原始内容存档于2020-01-12）.
5. ↑  . eu.glock.com.   [2019-07-25]. （原始内容存档于2021-01-28）.
6. ↑  . eu.glock.com.   [2019-07-25]. （原始内容存档于2021-03-03）.
7. ↑  . eu.glock.com.   [2019-07-25]. （原始内容存档于2021-01-21）.
8. ↑  . GUNSweek.com.   [2020-09-09]. （原始内容存档于2021-01-10） （英语）.
9. ↑  . www.americanrifleman.org.   [2020-09-10]. （原始内容存档于2020-11-26） （英语）.

## 外部連接
- （英文）—GLOCK.com—G43X Silver slide （页面存档备份，存于）
- （英文）—The Firearm Blog.com—
  - TFBTV: Introducing the GLOCK 43X and GLOCK 48! （页面存档备份，存于）
  - New GLOCK 43X (Silver Slimline) and GLOCK 48 Roll Out （页面存档备份，存于）
  - ［SHOT 2019］ NEW GLOCK G43X & G48 – Overwhelming Response! （页面存档备份，存于）
- （简体中文）—D Boy Gun World（GLOCK 43 / 43X） （页面存档备份，存于）